# Adam Herz
Adam Herz (* 10. September 1972 in Manhattan, New York City) ist US-amerikanischer Drehbuchautor und Filmproduzent. 2003 gründete er die Produktionsfirma Terra Firma Films, die ein First-Look-Abkommen (dt. sinngemäß „Erstverwertungsrecht“) mit Universal Studios hat. Bekannt wurde er vor allem als Autor der American-Pie-Filmreihe.

## Leben
Adam Herz ist der Sohn des Gehirnchirurgen David Herz; er wuchs in East Grand Rapids, Michigan, auf und machte den Schulabschluss an der East Grand Rapids High School. Nach der Abschlussprüfung an der University of Michigan 1996 zog er nach Los Angeles.
Während er an Spec Scripts arbeitete, hatte er etliche Jobs als Produktionsassistent.
Sein erstes Drehbuch, ursprünglich unter dem Namen East Great Falls High, schrieb er während eines Skiurlaubs im Winter 1998. Es basierte auf seinen Jahren an der High School in East Grand Rapids, Michigan. Es soll es für 650.000 Dollar verkauft haben. Daraus wurde später der erfolgreiche Film American Pie – Wie ein heißer Apfelkuchen.

## Filmographie
- 1999: American Pie – Wie ein heißer Apfelkuchen – Autor, Co-Produzent
- 2001: Go Fish (Fernsehserie) – Autor, Produktionsleiter
- 2001: American Pie 2 (Film) – Autor, Produktionsleiter, Schauspieler
- 2003: American Pie – Jetzt wird geheiratet – Autor, Produzent
- 2007: American Pie präsentiert: Die College-Clique – Autor
- 2008: My Best Friends Girl